# Bromance

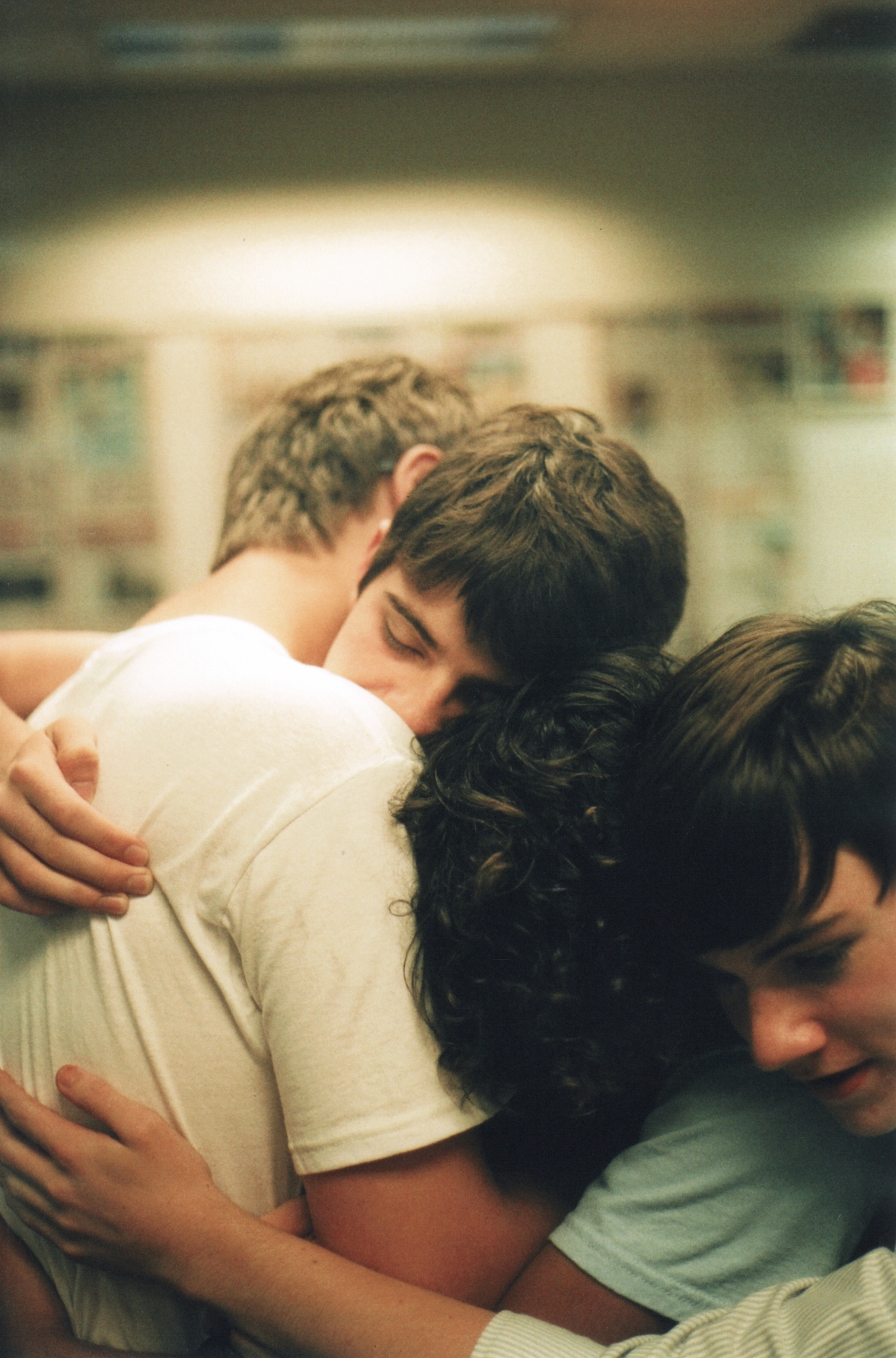
Un esempio di bromance.

Una bromance (termine inglese composto da brother, "fratello", e romance,"relazione amorosa") è uno stretto rapporto, non sessuale, tra due o più uomini. È una forma di intimità omosociale, cioè un rapporto sociale non erotico tra persone dello stesso sesso. In alcune situazioni si può parlare anche di amore fraterno, seppur la relazione non è vincolata da legami di sangue.

## Etimologia
La parola bromance è una parola composta delle parole bro o brother ("fratello") e romance ("relazione amorosa"). Dave Carnie coniò il termine nella rivista di skateboard Big Brother nel 1990 per fare riferimento specificamente al tipo di relazioni che si sviluppano tra gli skaters, i quali trascorrono molto tempo insieme.

## Caratteristiche
La descrizione dell'amicizia di Aristotele viene spesso considerata come descrizione ante litteram della bromance. Egli scrisse, attorno al 300 a.C.: «Si tratta di coloro che vogliono il bene dei loro amici per amore degli amici stessi, che sono veramente più amici, perché ciascuno ama l'altro per quello che è, e non per qualità accidentali».
Sono presenti numerosi esempi di celebri relazioni di amicizie intense tra maschi, durante la maggior parte della storia occidentale.